# 741년

## 연호
- 당(唐) 개원(開元) 29년
- 일본(日本) 덴표(天平) 13년

## 기년
- 당(唐) 현종(玄宗) 30년
- 신라(新羅) 효성왕(孝成王) 5년
- 발해(渤海) 문왕(文王) 5년